# Pilot (công ty)
Pilot Corporation (株式会社パイロットコーポレーション Kabushiki Gaisha Pairotto Kōporēshon, TYO: 7846 ) là một công ty bút viết trụ sở tại Tokyo, Nhật Bản. Công ty sản xuất các loại dụng cụ viết, văn phòng phẩm và trang sức, nhưng được biết đến nhiều nhất thông qua sản phẩm bút viết của họ.
Đây là công ty sản xuất bút lớn nhất tại Nhật Bản, với sự cạnh tranh toàn cầu từ các công ty bút viết khác như Pentel Co., Mitsubishi Pencil Co. (Uni-ball) và Paper Mate của Hoa Kỳ. Pilot có nhiều công ty con trên toàn thế giới, bao gồm Philippines, Vương quốc Anh, Indonesia, Malaysia, Ấn Độ, Brazil, Nam Phi, Đức và Pháp . Hầu hết bút Pilot được sản xuất tại Nhật Bản, Pháp và Mỹ. Namiki, bút máy của Pilot với thiết kế sơn mài maki-e, được sản xuất tại nhà máy Hiratsuka.

## Lịch sử
Năm 1915, Ryōsuke Namiki (並木良輔), một giáo sư từ Học viện Hàng hải Tokyo ở Nhật Bản, từ bỏ công việc của mình để thành lập một nhà máy nhỏ gần Tokyo để sản xuất ngòi bút vàng. Năm 1916, Namiki mở rộng dòng sản phẩm của mình và trở thành một nhà sản xuất dụng cụ viết hoàn chỉnh.
Công ty Bút Pilot được thành lập bởi Ryosuke Namiki cùng với Masao Wada (和田正雄) vào năm 1918 dưới tên gọi Công ty Sản xuất Namiki.
Năm 1926, họ thành lập các văn phòng ở nước ngoài tại Malaysia, Singapore, Boston, London và Thượng Hải. Năm 1938, tên của công ty được thay đổi thành Công ty Bút Pilot, Ltd. Nó lại đổi tên vào năm 1950 thành Công ty Mực Pilot, Ltd. Năm 1954, một chi nhánh được mở ở Brazil. Từ năm 1972 đến năm 1999, các công ty con khác nhau đã được thành lập để bao phủ các ngành khác nhau, và tên chung cho chúng là Tập đoàn Pilot Corporation. Gần đây hơn, Pilot đã bắt đầu dòng sản phẩm BeGreen - bút và bút chì được làm chủ yếu từ chất liệu tái chế .
Năm 1995 và 1996, họ đã tham gia cuộc đua với một chiếc Ferrari F40 LM tại giải đua 24 Giờ Le Mans. Đội đua tham gia cuộc đua với F40 LM ban đầu được đặt tên là Pilot-Aldix Racing, nhưng sau đó được đổi tên thành Pilot Pen Racing và Pilot Racing. Họ đã chiến thắng tại giải 4 Giờ Anderstorp và về vị trí thứ 12 tại Le Mans.
Năm 2018, Pilot đã kỷ niệm 100 năm thành lập của công ty bằng việc tung ra nhiều trang đặc biệt trên trang web và bút viết phiên bản đặc biệt.
Năm 2023, Pilot đã chấm dứt mối quan hệ đối tác 40 năm với công ty dụng cụ viết Luxor Writing Instruments ở Ấn Độ, và dự định tiến vào thị trường Ấn Độ một cách độc lập.

## Sản phẩm

### Bút máy
Năm 1963, Pilot Corporation giới thiệu Capless. Không giống như những chiếc bút máy khác cùng thời, Pilot Capless có ngòi có thể thu vào hoàn toàn. Capless sau đó được giới thiệu lại với tên gọi Vanishing Point vào năm 1972. Vào năm 2012, công ty đã phát hành Metropolitan (được gọi là Cocoon tại Nhật Bản), một loại bút máy phổ thông dành cho người mới bắt đầu. Varsity là bút máy dùng một lần rồi bỏ, được nạp sẵn mực, trong khi Prera là bút bỏ túi nhỏ hơn. Các sản phẩm khác bao gồm Pilot Falcon, có ngòi vàng bán linh hoạt; Kakuno, loại bút máy dành cho trẻ em mới bắt đầu tập viết, thường được bán với màu sắc vui nhộn và có khuôn mặt cười trên ngòi bút.
Một số loại bút cao cấp hơn của Pilot có tên là "Custom" hoặc "Custom Heritage" và một số có hai hoặc ba chữ số. Các mẫu "Custom" có hình điếu xì gà, trong khi các mẫu "Custom Heritage" có đầu trên và dưới phẳng. Con số này dựa trên năm giới thiệu (từ khi thành lập công ty— Custom 74 được giới thiệu vào năm 1992) cho các mẫu có hai chữ số, trong khi chữ số thứ ba trên các mẫu có ba chữ số thể hiện giá niêm yết khi nhân với 10.000 Yên (Custom 823 được giới thiệu vào năm 2000 có giá 30.000 Yên tại thời điểm giới thiệu).

### Mực

#### Bút máy
- Iroshizuku (15 ml, 50 ml): 24 loại chủ đề "cảnh đẹp Nhật Bản" (3 màu mới được thêm vào 21 màu phổ thông vào tháng mười một năm 2012). Tất cả đều là mực lọ.
- Lọ mực (30ml, 70ml, 350ml): Gồm có các màu đen, xanh đen, xanh dương và đỏ.
- Mực ống Cartridge (bán theo đơn vị 12): 4 màu (đen, xanh đen, xanh dương và đỏ).

#### Khác
- Mực vẽ (30ml, 350ml), mực văn phòng (30ml): Loại mực cho từng ứng dụng và được sử dụng bằng bút hoặc bút lông.

### Bút từ chai nhựa tái chế
Pilot Corporation đã công bố một số thực tế môi trường về sẩn phẩm bút của mình năm 2015. Sản phẩm thân thiện môi trường nhất là Bottle-2-Pen (B2P), được làm từ 90,4% thành phần tái chế. Nhựa PET từ chai lọ được sử dụng nhiều, do đó nó thỉnh thoảng còn được gọi là 'PetPen' hoặc 'PetBall'.

### Khác
Thương hiệu cũng sản xuất và thương mại hóa nhiều loại sản phẩm dưới tên riêng của mình và các thương hiệu khác, chẳng hạn như FriXion (bút gel mực xóa được, bút tô sáng highlight và tem), Acroball (bút bi mực hybrid); pintor; B2P và Begreen (cả hai đều là sản phẩm có thành phần tái chế).
Các thương hiệu phụ bao gồm Better, Rex-Grip, Super Grip G (bút bi gốc dầu); Precise, Hi-Tecpoint (bóng lăn); Hi-Tec-C, G-2, Juice (hoặc Pop'lol ) (bút gel); và Coleto (hệ thống nhiều bút có thể tùy chỉnh); Dòng Mogulair, Doctor Grip, Super Grip, Fure Fure (2020) (bút chì cơ); Automac (bút chì cơ được trang bị chức năng tự động); Dòng S series: S3, S5, S10, S20, S30 (bút chì nháp).
Bảng sau đây bao gồm các sản phẩm bút Pilot tại Châu Á, Châu Âu, Bắc và Nam Mỹ, vào tháng mười hai năm 2019:
| Thể loại     | Sản phẩm |
| ------------ | --- |
| Dụng cụ viết | Bút bi, bút rollerball, bút gel, bút kim và bút máy, bút dạ, bút dạ quang highlight, bút chì cơ, ống mực nạp lại, bút kỹ thuật số |
| Phụ kiện     | Tẩy, bút xoá, mực |